# 弗朗茨·瓦尔特·施塔勒克

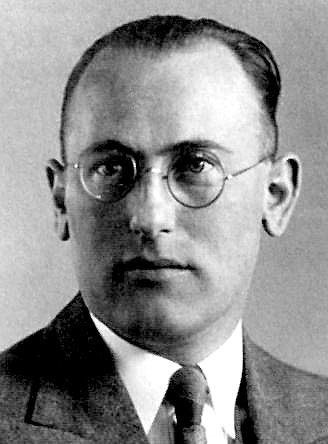
弗朗茨·瓦尔特·施塔勒克

弗朗茨·瓦尔特·施塔勒克（Franz Walter Stahlecker，1900年10月10日—1942年3月23日）曾于1941-1942年间在東方專員轄區担任安全警和黨衛隊保安處。他还曾指挥別動隊A。他后来被蘇聯游擊隊击伤后身亡。